# Sazónovo (Chágoda)
Sazónovo (ruso: Сазо́ново) es un asentamiento de tipo urbano de Rusia, ubicado en el ókrug municipal de Chágoda de la óblast de Vólogda.
En 2023, el asentamiento tenía una población de 2680 habitantes. Se ubica a orillas del río Pes, unos 5 km al suroeste de la capital distrital Chágoda, junto a la carretera A114 que une Nóvaya Ládoga con Cherepovets y Vólogda.

## Historia
Tiene su origen en la creación de una fábrica de vidrio en 1860, en lo que entonces eran tierras de la cercana localidad de Bélyye Krestý. En torno a la fábrica se crearon dos asentamientos industriales, llamados "Bélyye Krestý" y "Pokróvskoye". En 1923, ambos asentamientos industriales se fusionaron en un solo asentamiento de tipo urbano, que adoptó su topónimo en recuerdo de Denís Sazónov, trabajador de la fábrica que había fallecido en un accidente laboral el año anterior a la fusión de las localidades. En el momento de la disolución de la Unión Soviética, el asentamiento llegó a superar los cuatro mil habitantes, pero posteriormente ha entrado en declive demográfico por la bajada de rentabilidad de la fabricación de vidrio; sin embargo, la fábrica sigue funcionando gracias a que fue adquirida por una empresa vidriera turca, y alberga uno de los mayores hornos vidrieros de Rusia. En 2014, Sazónovo fue incluido en la lista de localidades urbanas rusas en riesgo económico grave por depender de una sola industria.